# Elaeagnus thunbergii
Elaeagnus thunbergii — вид квіткових рослин з родини маслинкових (Elaeagnaceae). Поширення: Тайвань. Росте на висотах нижче 3000 метрів.

## Біоморфологічна характеристика
Це вічнозелений плетистий кущ. Нові гілки та бруньки сріблясто-коричневі лускаті. Ніжка листка 8–18 мм; листова пластинка еліптична, 5–10 × 2–5 см, знизу густо сріблясто-луската, зверху з кількома розсіяними коричневими лусками, бічні жилки 6–9 з кожного боку середньої жилки, основа гостра до тупої, край неясно зубчастий до хвилястого, верхівка гостра до загостреної. Квітки поодинокі в пазухах довгих пагонів та по 2–6 у вкороченому суцвітті. Квітки білі. Трубка чашечки 3–7 мм; частки трикутно-яйцеподібні, 2–3 мм. Кістянка червона, широкоеліптична, 11–14 мм. Насінина 8-ребриста, 9–11 мм. Цвітіння: серпень і вересень.